# Bahnstrecke Aulla Lunigiana–Lucca
| Aulla-Lunigiana-Lucca | Aulla-Lunigiana-Lucca |
| --------------------- | --------------------- |
| Streckenkarte         |                       |
| Streckennummer (RFI): | 95                    |
| Kursbuchstrecke (IT): | 252                   |
| Streckenlänge:        | 98 km                 |
| Spurweite:            | 1435 mm (Normalspur)  |
|                       |                       |

Die Bahnstrecke Aulla-Lunigiana-Lucca ist eine 98 km lange, normalspurige, eingleisige und nicht-elektrifizierte Nebenstrecke im italienischen Bahnnetz.

## Beschreibung
Sie erschließt hauptsächlich die Ortschaften in der sogenannten Garfagnana, einer Tallandschaft, durchflossen vom Fluss Serchio, zwischen dem Hauptkamm des Apennins und den Apuanischen Alpen. Verbunden werden unter anderem die Orte Aulla, Equi Terme, Piazza al Serchio, Castelnuovo di Garfagnana, Fornaci di Barga und Lucca.
Es handelt sich bei der auch „Garfagnana-Bahn“ genannten Bahnlinie um eine Strecke, die aufgrund der Führung durch die Berge viele Kunstbauten benötigte. Herausragend ist der 408 m lange und 54 m hohe leicht gekrümmte Viadukt von Viletta bei San Romano in Garfagnana im mittleren Serchio-Tal. Beachtlich für eine Nebenstrecke ist auch der 7515 m lange Tunnel unter dem Monte Lupacino (Galleria Lupacino) oder der 3177 m Ugliancaldo-Tunnel.

## Geschichte
Beachtlich war auch die Bauzeit, denn zwischen dem ersten Spatenstich und der Eröffnung am 21. März 1959 vergingen immerhin 70 Jahre. Das Projekt war aber noch älter. So reichten bereits 1840 britische Investoren ein Konzessionsgesuch für eine Bahn von Lucca durch die Garfagnana und den Apennin noch Modena ein. In der Folgezeit wurden immer wieder Projekte diskutiert, denn die agrarische geprägte Garfagnana erhoffte sich für die mittlerweile in begrenztem Maße angesiedelten Industrien (Spinnereien, Holzbearbeitung, Papier- und Metallfabriken) eine bessere Erschließung. Aber erst militärische Überlegungen führten zu intensiveren Planungen. 40 Jahre benötigte die Eisenbahngesellschaft, um die 40 km lange Teilstrecke von Lucca nach Castelnuovo zu errichten, die 1911 eröffnet wurde. Als aber 1905 bei Budgetberatungen im italienischen Parlament der Weiterbau bis Aulla nicht beschlossen wurde, kam es zu Protesten mit Arbeitsniederlegungen in der Garfagnana. Die Proteste zeigten Wirkung, denn per königlichem Dekret wurden die Mittel für den Weiterbau freigegeben.
Die Bauzeit zog sich jedoch in die Länge. So wurde das von Castelnuovo 12 km entfernte Piazza al Serchio erst 1940 erreicht. Von Aulla kommend wurde 1914 die Strecke bis Equi Terme eröffnet. Am 19. April 1944 sprengten deutsche Truppen den Viadukt von Viletta. Die Beseitigung der Schäden, die Nachkriegszeit und der Bau des 7,5 km langen Tunnels unter dem Monte Lupacino führten dazu, dass die Strecke erst 1959 durchgehend befahrbar war. Dies führte zu dem Ausspruch des damaligen italienischen Transportministers Armando Angelini bei der Eröffnung: „Was soll man schon über diese Bahn sagen? Sie ist viel zu spät gekommen! Der Bau hat zu einer Zeit begonnen, als die Bahn das einzige effiziente Transportmittel war und Fortschritt bedeutete. Aber der Bau wird zu einer Zeit fertig, wo der Waren- und Personentransport längst mit anderen Mitteln erfolgt.“
Diese Haltung wird offenkundig weiterhin verfolgt, denn so wird die landschaftlich attraktive Strecke zwar noch im Personenverkehr bedient, aber es fahren teilweise alte, unkomfortable Dieseltriebwagen und an vielen Bahnhöfen sind keine Fahrkartenautomaten installiert. Die teilweise Neutrassierung der Strecke südlich von Aulla im Jahr 2008 einschließlich zweier neuer Tunnels mit 600 und 668 m Länge, die Sanierung einiger Brücken in den letzten Jahren, sowie die Anlage eines Container-Terminals in Pieve San Lorenzo im Juli 2012 lassen den weiteren Betrieb der Strecke jedoch gesichert erscheinen.